# Joseph Oughourlian

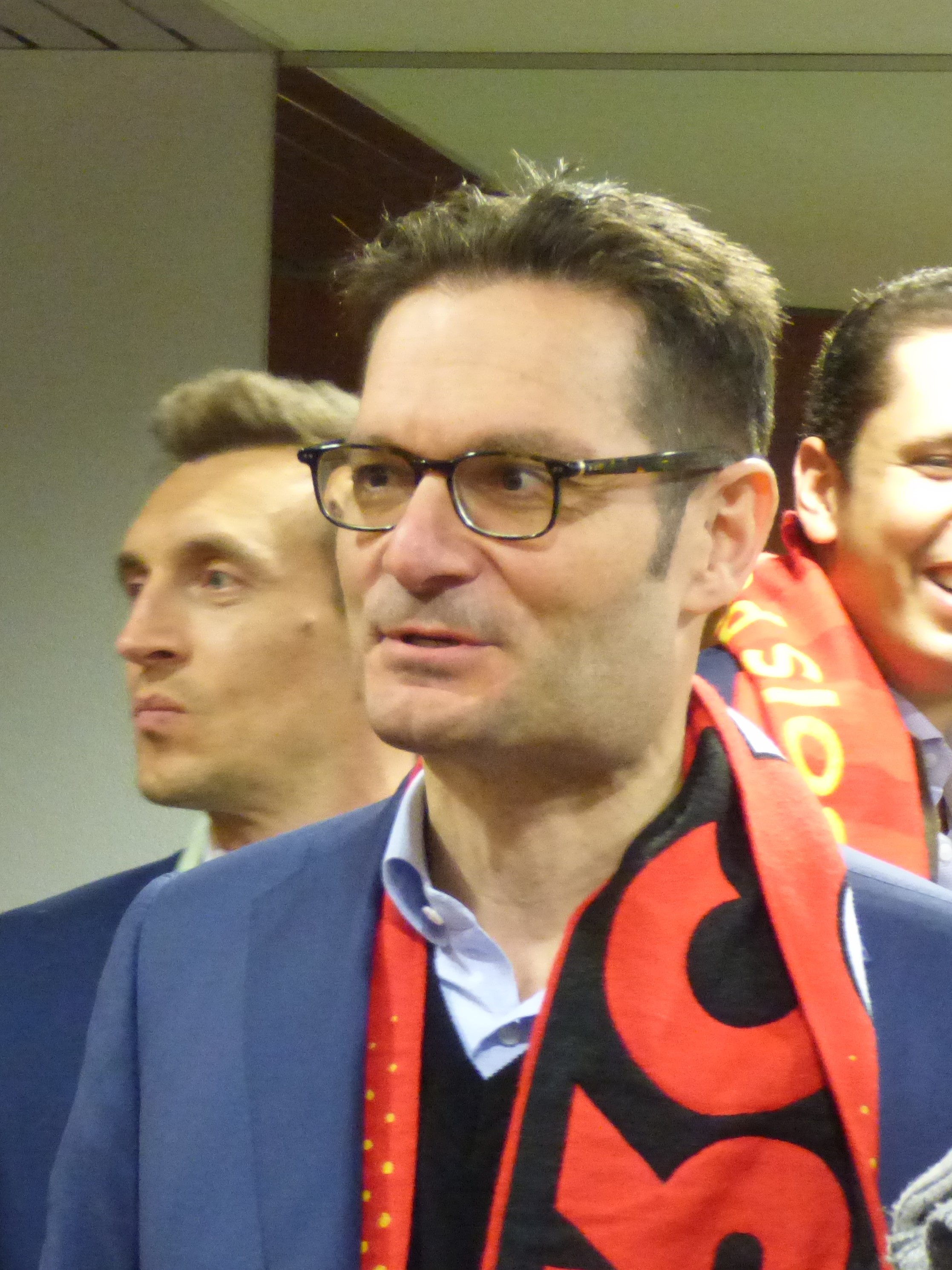
Joseph Oughourlian

Joseph Marie Oughourlian (* 1972 in Paris) ist ein französischer Finanzunternehmer und Geschäftsmann libanesisch-armenischer Herkunft. Als Gründer des aktiven Fonds Amber Capital investiert er in Unternehmen, deren Management er zu beeinflussen versucht. Der Öffentlichkeit ist er seit dem 16. Juni 2018 auch als Präsident des Racing Club de Lens bekannt.

## Leben

### Herkunft und Jugend
Er ist der Sohn des Neuropsychiaters Jean-Michel Oughourlian und der Enkel von Joseph Oughourlian, der von 1962 bis 1983 erster Vizepräsident der libanesischen Zentralbank und Überlebender des Völkermords an den Armeniern war. Seine Mutter, eine Krankenschwester, ist Engländerin.
Er besuchte das Gymnasium Sainte-Croix de Neuilly, wo er 1989 sein Abitur machte. Er absolvierte die École des Hautes Etudes Commerciales de Paris (HEC Paris) und das Institut d’études politiques de Paris (Sciences Po), außerdem erwarb er einen Master-Abschluss in Wirtschaftswissenschaften an der Université Paris 1 Panthéon-Sorbonne.

### Berufliche Laufbahn
Er begann seine berufliche Laufbahn 1994 in der Société Générale. 1996 zog er nach New York, wo er im darauf folgenden Jahr begann, direkt Fonds zu verwalten, wiederum für die Société Générale. So kam er im Oktober 2001 dazu, den ersten Amber-Fonds zu gründen, unter Verwendung von Startkapital der Bank. Danach leitete er einen Fonds mit einem Vermögen von mehr als 7 Milliarden US-Dollar.
Im Jahr 2005 gründete er den aktiven Investmentfonds Amber Capital in New York, aber drei Jahre später untergrub die Krise seine Kundschaft und die von ihm verwalteten Vermögenswerte. 2012 verlegte er die Verwaltungsgesellschaft aufgrund zahlreicher Investitionen in Europa nach London, aber auch mit Büros in Mailand. Oughourlian investierte viel in Italien (in rund zwanzig verschiedene Unternehmen).
Im Dezember 2015 wurde er in den Verwaltungsrat des spanischen Pressekonzerns Prisa berufen; am 29. April 2019 wurde er zum Vizepräsidenten ernannt, wobei er über die Gesellschaft Amber Capital der Hauptaktionär ist und im Februar 2021 den Vorsitz des Verwaltungsrats übernahm. Nachdem er in Frankreich in die Lagardère-Gruppe investiert hatte, investierte er in Madrid vor allem in deren Angelegenheiten; 2021besaß er fast ein Drittel der Prisa-Gruppe, während Vivendi, das nach dem einer gescheiterten Übernahme auf Lagardère, Partner wurde, fast ein Zehntel der Aktien besitzt. Mit Stand vom 1. März 2020 (d. h. nach dem Börsencrash 2020) verwaltet Amber Capital ein Vermögen von 1,1 Milliarden Euro.

### Aktiver Aktionär
Über Amber Capital investiert Oughourlian in Unternehmen, die er für schlecht geführt hält und auf deren Management er Einfluss nehmen will (aktiver Aktionär). Er bezeichnet sich jedoch als „aktiver Manager“ und weist die Bezeichnung „aktivistisch“ zurück. Im Jahr 2015 wurde er der erste Aktionär von Prisa und zwang das Unternehmen anschließend zur Umstrukturierung und zum Verkauf seiner Beteiligung an Le Monde. 2016 beteiligte er sich an Gameloft und erhöhte die Anteile zwischen Vivendi und Ubisoft, bevor er Vivendi zur Übernahme verhalf. Er ermutigte auch Total, sein Angebot für Saft zu erhöhen. 2017 brachte er Solocal dazu, seine Schulden umzustrukturieren und drängte Lactalis, sein Angebot für Parmalat zu erhöhen. Zwei Jahre später forderte er Suez auf, seine Strategie zu überdenken und seine spanische Tochtergesellschaft Agbar zu verkaufen.
Im Jahr 2020 stand er persönlich am Anfang einer öffentlichkeitswirksamen Kampagne, um Arnaud Lagardère, dem er schlechtes Management vorwarf, aus seinem Konzern zu verdrängen, indem er die Abberufung des Aufsichtsrats von Lagardère forderte. Dieser Kampf der Aktionäre wurde auch zu einem Kampf der Personen, zwischen dem Aktionären und Arnaud Lagardère und dauerte vier Jahre.

## Persönliches
Oughourlian zog 2012 mit seiner Frau Jennifer „Jennie“ Banks und den drei gemeinsamen Kindern nach South Kensington. Er spricht fließend Englisch, Französisch, Italienisch und Spanisch. Seit 2010 ist er Vizepräsident der Armenian General Benevolent Union in Großbritannien und einer der wichtigsten Förderer von Sciences Po.

## Engagement im Sport

### Millonarios
Oughourlian investierte ab 2015 in den kolumbianischen Verein Millonarios (Bogota), der sich damals in Schwierigkeiten befand, überließ aber die Leitung seinem Partner Gustavo Serpa, dessen Großmutter aus Kolumbien stammt.

### RC Lens
Im Mai 2016 wurde Oughourlian, der einen Ad-hoc-Fonds namens Solferino betreibt, unter zwei konkurrierenden Angeboten zum Kauf des Fußballvereins Racing Club de Lens, den Vorzug gegeben. Das Ziel war es, den Verein in die Ligue 1 zu bringen und zu stabilisieren. Doch nach einer ersten Saison, in der Lens dem Aufstieg sehr nahe war, sank das Team in der zweiten Saison auf den letzten Platz der Ligue 2, was den neuen Eigentümer zu radikalen Veränderungen zwang. Im Dezember 2017 wurde er nach dem Aufkauf der Minderheitsbeteiligung von Atlético Madrid alleiniger Anteilseigner und am 16. Juni 2018 wurde Oughourlian Vorsitzender des Verwaltungsrats und Präsident.
Joseph Oughourlian hat den Verein entschuldet, indem er die Verluste von 17 Millionen Euro auf 3 Millionen reduzierte und das Management mit Hilfe eines Generaldirektors, Arnaud Pouille, veränderte. Oughourlian forderte eine erschwingliche Preisstruktur für die Fans, mit denen er einen „Vertrag“ schoss, der ihn zu einer sozialen Vereinspolitik verpflichtete: „Niedrige Preise werden niedrig bleiben“ Im Dezember 2019 erklärt er, dass „sein geheimer Traum darin besteht, Europa zurück nach Bollaert zu bringen“, während Lens noch in der Ligue 2 war. Der Aufstieg in die L1 wurde am Ende der Saison 2019–2020 erreicht, die durch die Covid-19-Pandemie unterbrochen wird. Im Juli 2020 wurde er auch Präsident des neuen Frauenvereins Racing Club de Lens.
Nach dem Aufstieg des RC Lens in die Ligue 1, fuhr der Aktionär fort, mit persönlichen Mitteln zu investieren, die Finanzierung der Einstellung von Spielern mit mehreren Millionen Euro. Insbesondere holte er im Sommer 2020 den ivorischen Spieler Seko Fofana, den größten Transfer in der Geschichte des Vereins. Dank der Stimmen seiner Vereinspräsidentenkollegen wurde er im November 2022 in den Vorstand der Fußball-Profiliga gewählt. Im Mai 2023 ging der Wunsch von Oughourlian in Erfüllung: Nach 16 Jahren Abwesenheit qualifizierte sich Lens für die Champions League. Mit diesem Erfolg gelang es ihm, neue Aktionäre zu gewinnen.

### Calcio Padova
Im Dezember 2017 wurde er auch Anteilseigner von Calcio Padova, einem italienischen Fußballverein, der in der Serie C spielte und 2018/2019 in die Serie B aufstieg.